# Balilla (U-Boot)
Die Balilla war ein Unterseeboot der Regia Marina, das ursprünglich als U 42 für die deutsche Kaiserliche Marine vorgesehen war. 

## Bau und Indienststellung
Das Boot war ein sogenanntes Zweihüllenboot, welches als Hochseeboot konzipiert war. Die Entwicklung des U-Bootes übernahm die Fiat-Laurenti-Werft von 1912 bis 1913 in La Spezia. Hier wurde es 1913 von der Kaiserlichen Marine geordert, um die Bauweise italienischer Unterseeboote studieren zu können. Baubeginn war der 8. August 1913. Durch Lieferverzögerungen und den Eintritt Italiens auf Seiten der Entente in den Ersten Weltkrieg wurde das U-Boot von der italienischen Marine beschlagnahmt und nach Fertigstellung 1915 als Balilla in Dienst gestellt.  Es wurde nach Balilla (Giovan Battista Perasso), einem italienischen Nationalhelden, benannt. 
Das Boot diente im IV. Unterseebootgeschwader mit Basis in Brindisi. Kommandant der Balilla war Korvettenkapitän Paolo Tolosetto Farinata.

## Technik
Das Boot war 65 m lang und 6,05 m breit und hatte einen Tiefgang von 4,17 m sowie eine Verdrängung von 728 Tonnen über und 875 Tonnen unter Wasser. Die Besatzung bestand aus 38 Mann, darunter vier Offiziere. Die Maschinen für die Überwasserfahrt waren zwei Dieselmotoren, die bei Fiat gebaut wurden und zusammen eine Leistung von 2.600 PS hatten. Zur Unterwasserfahrt kamen zwei Siemens-Elektromotoren mit zusammen 900 PS zum Einsatz. Damit waren Geschwindigkeiten von 14 kn über Wasser bzw. 9 kn unter Wasser möglich. Der Aktionsradius betrug bis zu 3500 NM bei Überwasserfahrt mit 10 kn. Bei getauchter Fahrt mit 3 kn wurden 85 NM erreicht. Die maximale Tauchtiefe betrug 50 Meter. Die vier mitgeführten Torpedos konnten über drei Bug- und zwei Heckrohre verschossen werden. Außerdem waren zwei 7,6-cm-Schnellfeuergeschütze auf Deck installiert.

## Versenkung
Die Balilla wurde am 14. Juli 1916 nordwestlich von Lissa von den  Torpedobooten 65-T und 66-T der österreichischen Marine mit Artillerie und Schleppgerät versenkt.